# Домалєваць
Домалєвац (босн. і хорв. Domaljevac, серб. Домаљевац) — село на північному краї Боснії і Герцеговини, на території Федерації Боснії і Герцеговини, адміністративний центр громади Домалєвац-Шамац у Посавському кантоні.

## Географія
Домалєвац лежить в області Посавіна, на південному березі річки Сава, на кордоні з Хорватією, у заболочено-заплавній місцевості. Всередині травня 2014 село зазнало підтоплення внаслідок значної повені на Балканах.
Село стоїть на шляху, що сполучає міста Ораше на сході та Шамац на заході.

## Історія
1926 року вперше з'явилася громада з ім'ям Домалєвац, яка, крім однойменного села, складалася також із 6 навколишніх сіл. У часи Соціалістичної Федеративної Республіки Югославія Домалєвац належав до муніципалітету (громади) Босанський Шамац. Під час Боснійської війни село боронила 104-та бригада Хорватської ради оборони.
Громада Домалєвац-Шамац виникла 1998 року внаслідок Дейтонської угоди, за якою частина довоєнного муніципалітету Босанський Шамац відійшла до Федерації Боснії і Герцеговини, а решта стала частиною Республіки Сербської.

## Демографія
Перед Боснійською війною, за переписом 1991 року, населення становило 4152 особи. Більшість населення записалося хорватами і визнало себе вірними Римо-католицької церкви.
| Домалєвац           |                |                |                |
| рік перепису        | 1991           | 1981           | 1971           |
| хорвати             | 4 072 (98,07%) | 3 836 (95,68%) | 3 675 (99,35%) |
| серби               | 20 (0,48%)     | 17 (0,42%)     | 12 (0,32%)     |
| мусульмани          | 7 (0,16%)      | 0              | 0              |
| югослави            | 31 (0,74%)     | 98 (2,44%)     | 2 (0,05%)      |
| інші та невизначені | 22 (0,52%)     | 58 (1,44%)     | 10 (0,27%)     |
| усього              | 4 152          | 4 009          | 3 699          |